# 236845 Houxianglin
236845 Houxianglin è un asteroide della fascia principale. Scoperto nel 2007, presenta un'orbita caratterizzata da un semiasse maggiore pari a 2,6628226 au e da un'eccentricità di 0,1999567, inclinata di 10,41892° rispetto all'eclittica.